# Осада Арраса (1654)
Осада Арраса (фр. siège d'Arras) испанскими войсками с 3 июля по 25 августа 1654 года произошла в ходе Франко-испанской войны 1635—1659 годов.

## Военная обстановка
Столица графства Артуа город Аррас был взят французами в первый период войны в результате осады 1640 года. Пользуясь окончанием Тридцатилетней войны и внутренними затруднениями Франции в период Фронды, испанцы сумели отвоевать часть потерянных территорий, но основные усилия были сосредоточены на операциях в Каталонии и ресурсов для решительного наступления на северном театре военных действий не хватало.
Кампания 1653 года на севере представляла собой серию осад, боев местного значения и маневрирования, не давшего ни одной из сторон заметного преимущества. Французы захватили несколько мелких крепостей, в том числе Музон и Сен-Мену, испанцы ответили на это взятием Рокруа. По окончании кампании войска Людовика XIV встали на зимние квартиры в Шампани и на Сомме в Тьераше, а испанские части и их союзники были кантонированы в валлонских областях Нидерландов.
К концу 1653 года французская армия маршала Тюренна насчитывала 12—15 тысяч человек. Эрцгерцог Леопольд Вильгельм Австрийский располагал 30—40 тысячами, не считая союзных войск герцога Лотарингского. На испанской службе находился принц Конде со значительным числом французских дворян.

## Арест герцога Лотарингского
В январе 1654 года Конде и герцог Лотарингский ввели свои войска в Льежскую область, чтобы там расположиться на зимних квартирах, но седанский губернатор Абраам Фабер, усиленный приведенными шевалье де Креки из Пикардии и Артуа частями, по договоренности с курфюрстом вошел на эту же территорию 25 февраля; герцог, не дожидаясь прихода французов, ретировался к Брюсселю.
Испанцы подозревали Карла IV в сговоре с кардиналом Мазарини; недовольство герцога соглашением между Испанией и принцем Конде было общеизвестным, и его отступление из-под Льежа породило новые предположения о предательстве. По приказу короля Испании Карл был 25 февраля арестован в Брюсселе во дворце эрцгерцога графом де Фуэнсальданьей. Его высшие офицеры были подкуплены испанцами заранее, поэтому волнение, начавшееся в лотарингских частях, быстро удалось успокоить, и попытка Фабера, выдвинувшегося 1 марта к их расположению, переманить эти подразделения на французскую службу не удалась.
Арестованный герцог был препровожден в Антверпен, оттуда переправлен в Толедо, где содержался долгое время. Командование принял его брат Франсуа. Испанцы при посредничестве императора заключили с курфюрстом соглашение в Тирлемоне, и в апреле Фаберу пришлось вывести войска из Льежского княжества обратно в Седанское.

## Подвижный лагерь французов
Перед началом кампании граф д'Аркур, «толстый коротышка», «слабый рассудок которого, казалось, потерял всякое представление о чести», задумал сдать императору Филиппсбург и Брайзах, но посланные с войсками генералы Кастельно и Лаферте навели порядок в крепостях и сохранили французский контроль над Эльзасом. Внимание Мазарини переключилось на Шампань и Лотарингию, где он предполагал проводить операции основных сил. Он приказал создать у Осси-ле-Шато, немного западнее Дуллана, подвижный лагерь (camp volant) под командованием дулланского губернатора сеньора де Бара для наблюдения за движением испанцев к Лису и Булонне. Это подразделение пополнялось за счет соседних гарнизонов. Аррасский губернатор граф де Мондежё направил туда два кавалерийских полка силою в 12 рот, представлявших собой значительную часть его гарнизона. Указывая на опасность ослабления своих частей ввиду близости неприятеля, он безуспешно жаловался на неразумность этого шага кардиналу.

## Начало кампании
В апреле пятитысячная лотарингская армия графа де Линьивиля (23 кавалерийских полка и семь пехотных) выступила из района Валансьена и, перейдя Шельду, расположилась между Лиллем, Понт-а-Ванденом, Ла-Басе и Эром, а в конце мая под командованием Франсуа Лотарингского поднялась вдоль Лиса и заняла позицию между Бетюном и Сен-Венаном, прикрывшись рекой.
Маленькая армия Тюренна, собранная на шампанско-лотарингской границе, в первую очередь обеспечивала коронацию Людовика XIV, состоявшуюся 4 июня, но маршал воспользовался случаем, поручив Фаберу осадить город Стене, принадлежавший принцу Конде. Как и предполагал кардинал, осада этого пункта внесла разлад в ряды противников. Конде, влияние которого падало, отказался проводить операции за Маасом. Граф де Фуэнсальданья предложил осадить какую-нибудь небольшую крепость, Ла-Басе или Бетюн, но раздраженный неудачами принц настаивал перед штатгальтером на бесполезности такого расходования сил и предложил отвоевать у французов Аррас, потеря которого оставалась для испанцев незаживающей раной и не давала обеспечить безопасность городов на Лисе. Вероятно, он был осведомлен через шпионов или сочувствующих Испании жителей о том, что в городе почти не осталось кавалерии, и считал момент для осады благоприятным.
В мае-июне испанские войска сосредоточились в районе Валансьена и Дуэ, лотарингцы спустились вдоль Лиса на юг к Ла-Басе, и командовавший там граф де Брольи потребовал у сеньора де Бара пятьсот человек подкрепления. В соседних Эдене и Бетюне также располагались небольшие отряды.

## Окружение Арраса

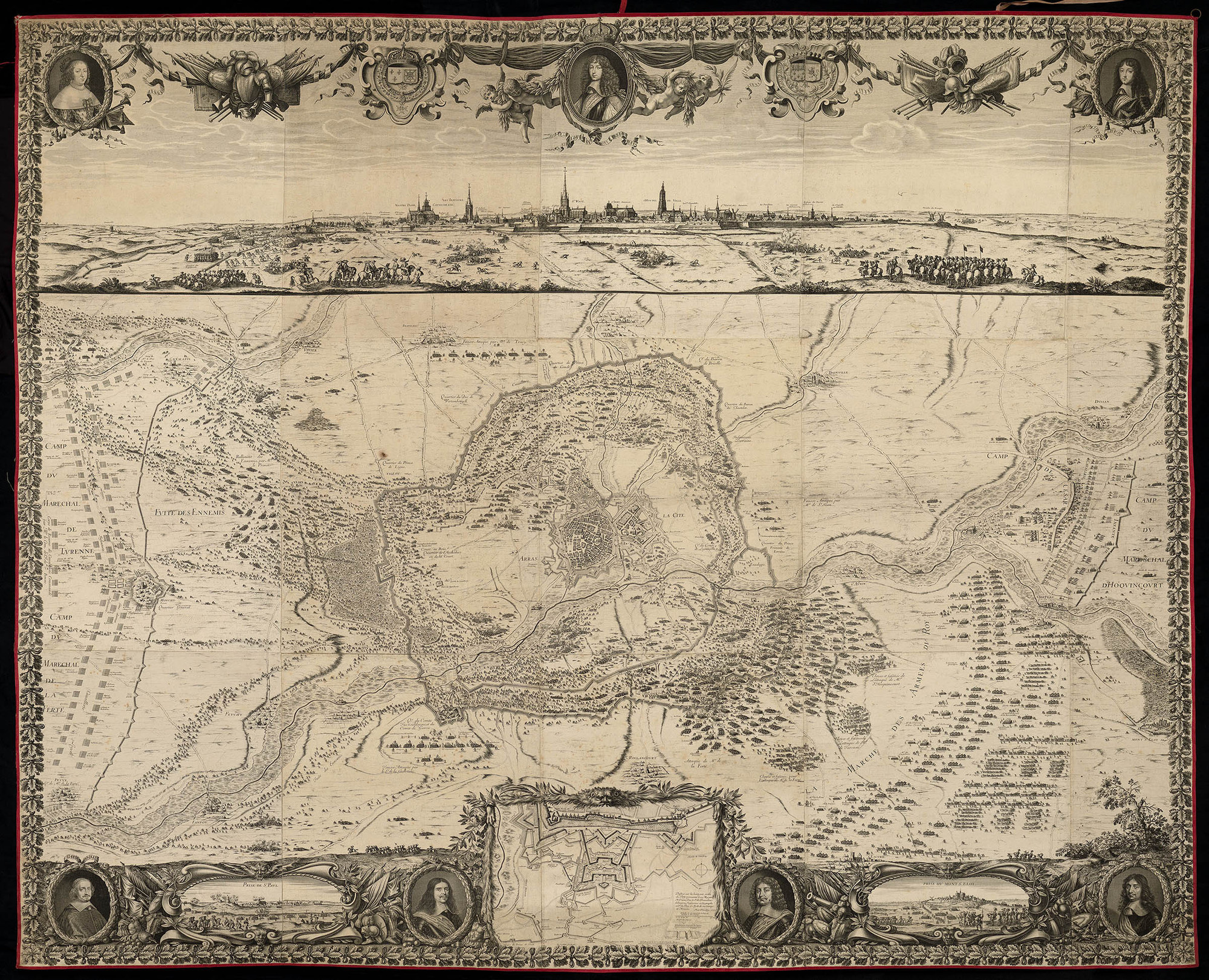
Осада Арраса, снятая путем разгрома противника. 1655

Мазарини и Тюренн все еще не предполагали, что противник решится на проведение крупной операции, считая, что либо испанцы двинутся на помощь Стене, либо осадят небольшую крепость, и в этом случае собирались ответить осадой городка на северной границе, Ла-Капели или Ландреси, до которых было недолго добираться частям, находившимся у Ла-Фера. Осада Арраса застала французское командование врасплох.
На военном совете штатгальтера было решено, что лотарингские и испанские части, сконцентрированные на Лисе, займут позиции к северу и западу от Арраса, испанские, валлонские и немецкие отряды, собранные под Дуэ и Валансьеном, расположатся к северо-востоку и востоку, а Конде с войсками из Камбре замкнет кольцо окружения с юга, где позиция для атаки наиболее удобна.
Ночью 1 июля испанцы снялись с лагерей у Азбрука и Эра и выступили на Аррас, пройдя к западу от Бетюна. За ними шла лотарингская пехота, тогда как кавалерия двинулась западнее, на Сен-Поль и аббатство Серкан. 3 июля около четырех часов ночи дозорный с аррасской сторожевой башни заметил приближение лотарингцев. Они беспрепятственно расположились от Этрёна до Денвиля, между дорогами из Сен-Поля и Дуллана. Граф де Линьевиль внезапным нападением захватил аббатство Мон-Сент-Элуа. Гарнизон из 50 человек был вырезан, после чего монастырь был превращен в один из опорных пунктов союзников. Прочие части к вечеру 3-го почти завершили окружение и начали возведение циркумвалационных линий периметром около шести лье.
Армия Леопольда Вильгельма насчитывала примерно 35 тысяч человек при 63 орудиях. Войска расположились следующим образом: лотарингцы графа де Линьивиля (4—5 тысяч) от Скарпа у Анзена до высоты Аньи у берега Креншона; принц Конде от Креншона до Борена на Бапомской дороге; герцог Вюртембергский, штатгальтер и принц де Линь от Борена до Сен-Лорана; граф де Фуэнсальданья от Скарпа до Лилльской дороги; генерал-кампмейстер граф де Гарсиес и великий магистр артиллерии Франсиско де Солис от Лилльской дороги до Скарпа, между Анзеном и Сент-Обеном.
Квартира штатгальтера находилась в Кур-о-Буа, Фуэнсальданьи за Скарпом, между Ати и Сен-Лораном, соседствуя с квартирой графа де Гарсиеса у Рокленкура, а де Солис расположился под Мон-Сент-Элуа

## Силы гарнизона
Генерал-лейтенант Жан де Шулемберг, граф де Мондежё, назначенный в 1652 году губернатором Арраса, обнаружил крепость в неудовлетворительном состоянии; у короля не было ни денег, ни людей для поддержания штатной численности гарнизона в 2500 человек пехоты и 300 кавалеристов. Обратившись к Мазарини и Анне Австрийской, граф к началу осады сумел увеличить свои силы до 3200—3300 пехотинцев и 1200 кавалеристов, из которых в крепости оставалось 300—400 человек, так как остальные все еще находились в подвижном лагере. Кроме того, Мондежё, имевший, как губернатор стратегически важной крепости, довольно широкие полномочия, нанял на службу итальянского военного инженера Дель Валле за большое для того времени жалование в 8000 ливров в год и сформировал кадетскую роту, из состава которой набирал своих офицеров.
На поддержку населения войска рассчитывать не могли, так как жители Арраса со времен репрессий Людовика XI сохранили враждебность к французам и были преданы королю Испании, уважавшему их вольности.

## Попытки помощи
Мондежё искал возможности вернуть в город кавалерию и утром 3 июля запросил помощи у сеньора де Бара, а кампмаршалу Эканкуру, находившемуся в подвижном лагере с 350 всадниками, приказал присоединиться к гарнизону. Бар отдал приказ кампмаршалу Сен-Льё с его полком и 300 кавалеристами полка Пюимаре любым способом проникнуть в Аррас. В тот же день Сен-Льё попытался пройти к городу с запада, но был отброшен лотарингской кавалерией и отошел к Бапому.
Ночью с 4-го на 5-е он предпринял новую попытку с южной стороны, выслав вперед 60 разведчиков. На рассвете, опрокинув эскадрон противника, он обрушился на боевую кавалерийскую линию. Во время схватки подполковник Грютель сумел со своей сотней проскочить между двумя вражескими эскадронами и достичь контрэскарпа. Из его 140 человек 60 были ранены. Сен-Льё с некоторым числом всадников позднее также смог пробиться в Аррас.
Эканкур, вернувшийся с двумя полками (своим и Мондежё), смог ввести в город только сотню всадников, остальные были убиты или взяты в плен в бою 6 июля.
Тюренн, двигавшийся от Ла-Фера к Перонне, выслал на помощь Аррасу шевалье де Креки с конными полками Креки и Буйона (около 500 всадников). После нескольких безуспешных попыток тот сумел найти менее защищенные места на участке, занятом итальянцами и валлонами в районе Экюри и Анзена, и через предместья Сен-Катрин и Сен-Никола провести в город 230 или 250 кавалеристов, проявив чудеса храбрости и проведя сорок часов в седле (6—7 июля).
Граф де Брольи направил в Аррас десять рот из состава Пикардийского полка, под командованием сеньора де Пользака (300—400 пехотинцев и конная разведка), но почти все полегли в бою или попали в плен; в Ла-Басе вернулось пятьдесят человек.

## Осадные работы

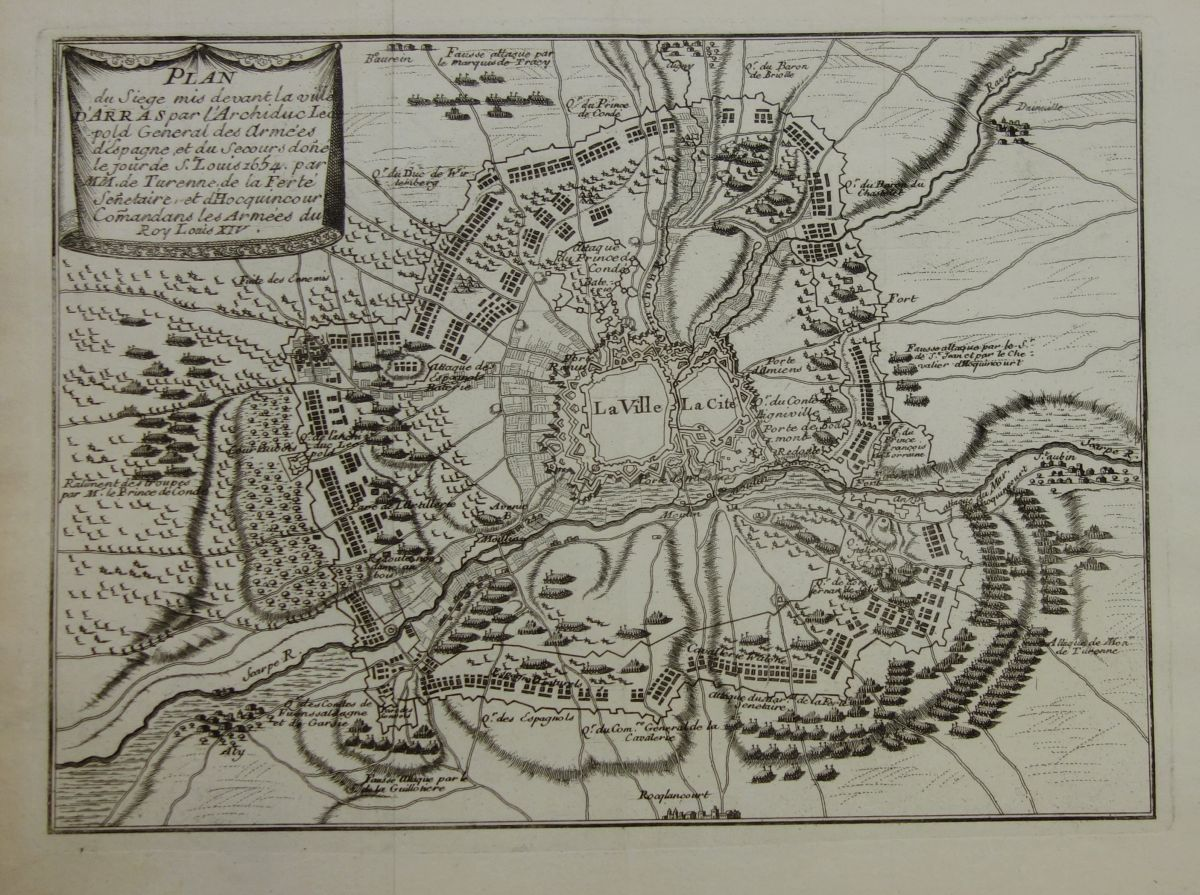
Осада Арраса

Относительный успех в оказании помощи осажденным не помешал испанцам завершить приготовления к осаде. Циркумвалационные линии, при устройстве которых были использованы остатки французских линий, сохранившиеся с 1640 года, были закончены 10 июля. Они отделяли Аррас от соседних деревень Аньи, Денвиль, Сент-Обен, Экюри, Рокленкур и Ати. Контрвалационная линия была проложена к северу от города, в месте, наиболее удобном для вылазок, в прочих наиболее опасных пунктах возведены ретраншементы, а контрвалация усилена большим числом редутов и реданов.
В ночь с 14-го на 15-е была открыта траншея и две атаки были направлены против юго-восточного выступа крепости, называвшегося рогом Ла-Гиша. апроши подводили с двух противоположных сторон: от квартир штатгальтера и Конде. Выбор направления атаки привел к разногласиям между принцем Конде и Фуэнсальданьей, и штатгальтеру не удалось их устранить, что отрицательно сказалось на действиях испанцев.

## Действия французов
Тюренн, выступивший 4 июля из Ла-Фера, 7-го прибыл в Перонну. Небольшие подкрепления увеличили его армию до 14—15 тысяч человек. Сеньор де Бар расположился в Корби, откуда наблюдал дороги из Артуа в Пикардию, а вскоре присоединился к Тюренну. Маршал Лаферте получил приказ двора собрать все доступные силы в крепостях Пикардии и Вермандуа и привел Тюренну еще несколько тысяч солдат, что позволило французам перейти к активным действиям. Оставался вопрос нехватки провизии, так как снабжение в стране, опустошенной многолетней войной, было весьма затруднено.
Кардинал Мазарини, будучи далеким от военного дела человеком, тем не менее, движимый неким «видом вдохновения», который он не раз показывал, посоветовал Тюренну северный участок в качестве наиболее удобного места атаки, предполагая, что со стороны реки противник будет ожидать нападения менее всего. Также он предложил усилить армию примерно 4000 солдат из гарнизонов Ла-Басе и Бетюна. В Перонну для обсуждения военных вопросов был послан государственный секретарь Летелье.
Действия против неприятеля, имевшего численное превосходство, и силы которого еще не были ослаблены дезертирством и обычными потерями, связанными с осадой, Тюренн считал затруднительными. Простая военная демонстрация перед осадными линиями не заставила бы испанцев отказаться от их намерений, и единственная возможность, по мнению маршала, заключалась в незамедлительной атаке вражеской позиции.

## Лагерь Тюренна
Тюренн предложил маршалу Лаферте расположиться между лагерем союзников и их основными базами снабжения в Дуэ и Камбре, что затруднило бы положение осаждающих и позволило усилить войска частями из соседних артезианских крепостей. После того как Летелье и Лаферте согласились с его мнением, войска 16 июля выступили из окрестностей Перонны и, пройдя 36 километров, стали лагерем между Энши и Сеном, к западу от Камбре. В 3 часа ночи 17 июля армия выступила по шоссе из Камбре в Аррас и остановилась восточнее ручья Кожёль в 12—13 километрах от города. Оставив войска стоять в боевом порядке между Кожёлем и Сансе, Тюренн с кавалерией и драгунами произвел рекогносцирование Арраса, вступая в перестрелки с испанскими эскадронами. Поздно вечером французы перешли ручей и начали закрепляться на позиции от Скарпа до Кожёля, между Пельвом и Гемапом, через Монши-ле-Прё. Испанцы, чьи линии находились менее чем в пяти километрах к западу, им не препятствовали.
Тюренн прикрыл свой лагерь по фронту тридцатью шестью реданами, находившимися в 240 метрах один от другого, и образовавшими кривую пятикилометровую линию от Пельва до Гемапа. Интервалы были укреплены ретраншементом слабого рельефа. Каждый редан имел постоянный гарнизон из тридцати солдат с одним офицером. Главный опорный пункт на холме Монши прикрывал бастион, где была размещена вся артиллерия.
Корпус Лаферте встал на правом фланге позиции от Пельва до Монши, Тюренн на левом от Монши до Гемапа. Кавалерия Лаферте расположилась в две линии, одна в 24, другая в 18 эскадронов, с восемью пехотными батальонами по флангам. У Тюренна такое же количество кавалерии располагалось аналогично, а тринадцать пехотных батальонов встали по флангам и в центре. Резерв графа де Лильбона из семи эскадронов стоял восточнее Монши рядом с главной квартирой Тюренна. Для прикрытия флангов небольшие гарнизоны были помещены в соседних крепостях, а кавалерийские разъезды наблюдали дорогу из Дуэ, по которой испанцы могли отправлять свои конвои.
Тюренн приказал губернатору Эдена овладеть Сен-Полем, 18 июля Лаферте навел переправы через Скарп; в тот же день на северный берег реки в Рё прибыл граф де Брольи с 3000 пехоты и 11 орудиями из Ла-Басе и Бетюна. 19-го Тюренн отправил его к Лансу, что на полпути между Скарпом и Бетюном, для наблюдения за дорогой, по которой могли направляться испанские конвои, поскольку войска союзников испытывали большие трудности со снабжением.
В лагере осаждающих собрался военный совет, на котором Конде предлагал атаковать французскую армию, считая, что иначе взятие Арраса затруднительно, а в случае падения Стене и присоединения к Тюренну королевских частей и вовсе становится невозможным. Фуэнсальданья энергично возражал, замечая, что будет опасно вступать в сражение с маршалами, имея за спиной аррасский гарнизон, и выражал надежду, что губернатор Стене граф де Шамийи продержится достаточно долго. Его мнение победило и испанцы продолжили осаду.

## Операции в окрестностях
18 июля испанцы начали обстрел крепости, на следующий день осажденные устроили вылазку, преследуя саперов, рывших траншею, и солдат охранения до вражеского лагеря. Сеньор де Бар, бывший в тот день генерал-лейтенантом Тюренна, воспользовался случаем и атаковал испанцев силами аванпостов, нанеся противнику небольшой урон. 23-го французы ожидали конвой из Бапома. Конде послал 1500 кавалеристов на перехват, но, обнаружив не уступавшие числом силы де Бара, союзники ограничились демонстрацией.
25 июля французы потерпели чувствительное поражение. Генерал-лейтенант граф де Божё был послан с отрядом из 1200 кавалеристов и некоторого количества пехоты из Бетюна к Сен-Полю на перехват испанского конвоя, вышедшего из Эра. Устроив засаду в удобном, как ему показалось, месте, генерал не позаботился о прикрытии, его спешившиеся всадники были рассеяны подошедшим испанским отрядом кампмейстера Друо, а сам французский генерал погиб, пытаясь навести порядок. Испанцы не стали преследовать французов, вернувшихся в Бетюн, ограничившись усилением гарнизона Сен-Поля.
В одну из ночей по дороге из Дуэ в Аррас произошел взрыв; как оказалось, испанцы отправили в лагерь штатгальтера 120 всадников с пороховыми сумками и 80 вьючных лошадей с грузом пороха и гранат. Офицер, заметив в зубах одного из всадников трубку, вырвал ее и бросил на землю, после чего для вразумления нанес ему несколько ударов саблей плашмя. Кавалерист, который, по-видимому, был пьян, достал пистолет и навел его на обидчика. Офицер соскочил с лошади, чтобы спрятаться за ней, а всадник выстрелил в упор и попал в пороховую сумку. Порох воспламенился и огонь перекинулся на остальные боеприпасы. Почти все люди и все лошади были страшно обожжены и умерли чуть позже, немногих еще живых доставили в лагерь Лаферте.
Граф де Брольи в первых числах августа с 400 всадниками и таким же количеством пехоты попытался овладеть Сен-Полем, но гарнизон крепости был усилен кроатским полком, к тому же, подойдя к городу, французы попали в засаду, большинство всадников Брольи были ранены или убиты, сам он также был ранен и возвратился в Ла-Басе.
Тюренн сосредоточился на действиях против вражеских коммуникаций, стремясь, по выражению Мазарини, «осадить осаждающих». Кампмейстер д'Эспанс был послан с 600 всадниками к Бапому, кампмаршал Лильбон был с отрядом кавалерии в Перне, на полпути между Бетюном и Сен-Полем, а Брольи находился у Ланса. Каждой ночью из Монши на рекогносцировку в сторону Дуэ отправляли 500—600 всадников. Эта тактика давала результат, но Мондежё настаивал на активных действиях. Тюренн согласился дать бой испанцам с 10-го на 11-е, но тут было получено известие о сдаче Стене 5 августа. Людовик XIV и Мазарини тотчас отправились в Ла-Фер, а на помощь Тюренну и Лаферте были направлены 1600 кавалеристов и 5000 пехоты, которыми должен был командовать маршал Окенкур. Эти войска, включавшие французскую и швейцарскую гвардию, 6-го выступили из Стене под командованием генерал-лейтенанта Гранпре. По приказу кардинала к ним присоединились роты охраны герцога де Лонгвиля, большинства маршалов, самого Мазарини и королевы-матери.

## Прибытие Окенкура
15 августа маршал Окенкур принял командование частями из Стене, прибывшими в Перонну, и направился к Ривьеру, собираясь обойти осадный лагерь противника с запада и занять напротив него позицию, аналогичную той, которая была у его коллег с противоположной стороны. Движение столь слабого отряда на виду у неприятеля могло бы быть опасным, если бы во главе испанцев стоял другой командующий, но штатгальтер не воспользовался возможностью разгромить часть французской армии. Тюренн одобрил план Окенкура, к которому послал пять эскадронов кампмейстера Эспанса, и выслал 15 эскадронов и две роты драгун (около 1200 человек) для прикрытия марша.
16—18 августа кавалерия Тюренна и Окенкура пыталась перехватить испанский конвой, сопровождавшийся 3000 пехоты и 400—500 кавалеристами, навстречу которому к Сен-Полю из осадного лагеря выступил с 24 эскадронами граф де Бутвиль, но французы отвлеклись на взятие Авен-ле-Конта, где пленили гарнизон, и упустили главную цель, ушедшую в Эр. 18-го, оставив в Сен-Поле гарнизон, кавалерия вернулась к Ривьеру.
Шедший в авангарде Тюренн достиг Цезарева лагеря у слияния Жи и Скарпа и нашел треугольный выступ, образуемый этими речками, весьма удобной позицией, которой из-за особенности местности было бы сложно овладеть без серьезной борьбы. Цезарев лагерь находился всего в двух километрах от позиций противника и вблизи от дорог на Сен-Поль, Мон-Сент-Элуа и Суш, по которым испанцы доставляли часть припасов. Тюренн просил Окенкура занять позицию не в Ривьере, а в лагере, но для этого было необходимо отвоевать Мон-Сент-Элуа.

## Взятие Мон-Сент-Элуа
19 августа Тюренн переправился через Скарп с кавалерией Окенкура и своей, затем направился между испанскими линиями и Мон-Сент-Элуа к Марёю, прикрывая пехоту Окенкура, начавшую штурм аббатства. Союзники разместили в Мон-Сент-Элуа госпиталь под охраной небольшого гарнизона. Окруженное двойной стеной, находившееся на возвышении и фланкируемое круглыми башнями, аббатство было сильной позицией. Противник пытался оборонять внешнюю стену, но очень скоро укрылся в самом аббатстве, тогда как королевские войска использовали амбразуры в стене и доставили туда орудие. До второй стены, возвышавшейся над первой, «было слишком далеко» и они не смогли проделать в ней брешь, тогда французские и швейцарские гвардейцы проскользнули за древесной аллеей и, прикрываясь стеной ограды, подошли к противнику на пистолетный выстрел и обрушили на него убийственный огонь, дав возможность саперам подобраться к стене.
В другом месте морской полк расположился за земляным выступом у самого подножья башни, разрушенной артиллерийским огнем, откуда начал движение к интервалу, где была проделана брешь. Осажденные, числом около пятисот человек, сразу же сдались. Согласно письму Мазарини, бой за Мон-Сент-Элуа и другие пункты стоил испанцам тысячи пленных.
Тюренн решил воспользоваться обратной дорогой из-под Мон-Сент-Элуа в свой лагерь в Монши для рекогносцирования северного участка линии союзников и провел две тысячи всадников мимо значительно превосходивших числом вражеских частей на расстоянии выстрела малого орудия. Кавалеристы были этим недовольны, несколько человек и лошадей пострадали от испанских ядер, и шептались, что Тюренн по неразумной наглости подверг людей риску, но маршал выяснил, что испанская оборона на севере уязвима. По поводу неразумности своего поступка он сказал: «Я не сделал бы такой глупости перед позициями господина Принца, но я ведь продефилировал перед войсками испанцев, а я знаю их дух субординации, их уважение к этикету; пока бы они обратились к эрцгерцогу и получили разрешение меня атаковать, я был бы уже далеко». Как пишет в своих мемуарах герцог Йоркский, Конде впоследствии подтвердил этот случай.
Тем временем конвой, эскортируемый Бутвилем, вышел из Эра по Лилльской дороге, миновал Дуэ и ночью 19 августа из-за ошибки французского офицера на аванпосту, не подавшего сигнал, сумел добраться до лагеря союзников, доставив им необходимые порох и гранаты, из-за нехватки которых существовала угроза снятия осады.

## Решение об атаке
Частые вылазки осажденных, стоившие с 3 июля по 14 августа жизни шести тысячам солдат союзников, исчерпали запасы крепости, в то время как осадные работы противника продолжали приближаться к городским стенам. Положение угрожало стать безнадежным, о чем Мондежё сообщил маршалам. Солдат, добравшийся до королевских войск через испанские порядки, нес послание в проглоченном свинцовом шарике. Поскольку он не мог извлечь его из себя так же быстро, как поместил, маршал Окенкур заявил, что прикажет вскрыть ему живот. Вестник испугался так сильно, что проводить операцию не потребовалось.
Спустя день или два после возвращения Тюренна в Монши состоялся военный совет. Главнокомандующий, поддержанный герцогом Йоркским и графом де Брольи, предлагал немедленно атаковать. Лаферте заявил, что это невозможно, а Окенкур считал, что достаточно провести демонстрацию, дабы спасти честь оружия, а затем армия может начать отступление. Решающим было мнение Мазарини, поддержавшего Тюренна. Кардинал не только требовал битвы, но произнес: «Его Величество решил сделать все для спасения города». После этого вопрос был решён.
Тюренн начал энергичные приготовления к ночной атаке, и Лаферте безуспешно пытался ему помешать. У союзников также не прекращались разногласия. Конде не переставал настаивать на атаке, указывая испанцам, что французские армии, стоящие далеко друг от друга, не смогут подать помощь в случае нападения на одну из них. Союзники ограничились полумерами, устроив вылазку несколькими эскадронами под командованием графов де Маршена и де Линьивиля. Один почти ничего не достиг, другой вообще не смог провести атаку, и их рапорты стали поводом для новых споров. «Мы здесь не для того, чтобы давать сражение, а чтобы взять Аррас», — повторял Фуэнсальданья. «Хорошо, месье, хорошо, — ответил Конде, — мы не дадим сражения, так нам его дадут, мы будем биты и не возьмем Аррас!»
Перестрелка между двумя партиями фуражиров позволила Тюренну 22 августа провести еше одну рекогносцировку, на этот раз у расположения принца Конде в окрестностях Нёвиль-Витаса. Принц, в отличие от испанцев, сразу же приказал седлать 14 эскадронов, и Тюренну с его маленьким отрядом пришлось быстро спасаться бегством. Граф де Лильбон, с 12 эскадронами прикрывавший фуражиров, обеспечил отступление маршала. Затем безрассудство нескольких молодых дворян привело к новой стычке, в которой французские кавалеристы были полностью разбиты. Герцог де Жуайёз, генерал-полковник легкой кавалерии, получил пулевое ранение, от которого умер почти сразу, а несколько офицеров Тюренна попали в плен.
Это происшествие не поколебало решимости Тюренна. Убедив других маршалов в своей правоте, он назначил атаку в ночь с 24 на 25 августа, в канун королевского праздника и годовщину резни Святого Варфоломея.

## Диспозиция
По плану Тюренна трое маршалов атаковали испанские линии с севера, на участке между Скарпом и Рокленкурской дорогой. Окенкур был на правом фланге, от реки до шоссе Брюнео, Тюренн в центре, между шоссе и деревней Экюри, Лаферте слева, от деревни до Рокленкурской дороги. Части Тюренна выдвигались с наступлением ночи; пройдя через лагерь Лаферте, они пересекали Скарп по мостам, наведенным у Пельва. Пехота шла по самому западному и прикрывала движение к городу, кавалерия по двум следующим и артиллерия по четвертому. Лаферте выступал после прохождения войск Тюренна. Для того, чтобы достичь мостов, откуда начиналось войсковое развертывание, Окенкуру надо было пройти три километра, Тюренну тринадцать-четырнадцать, Лаферте десять-одиннадцать.
Для развертывания войск маршалы приняли следующую диспозицию:
- Корпус Окенкура строился в три линии: в первой 5 батальонов герцога де Навая; во второй 14 эскадронов; в третьей 11 эскадронов и 4 батальона. Всеми 25 эскадронами, разделенными на четыре «корпуса», командовал генерал-лейтенант Гранпре. Резерв состоял из трех или четырех эскадронов маркиза де Рамбюра. Десять артиллерийских орудий следовали в последней линии
- Корпус Тюренна строился аналогично: в первой линии 5 батальонов графов де Брольи и де Кастельно, а также маркиза дю Пассажа; 24 эскадрона в двух линиях под командованием генерал-лейтенантов Бара, Йорка и Экленвилье; 8 эскадронов и 6 орудий в резерве
- Корпус Лаферте по тому же принципу: 5 батальонов в первой линии; 13 эскадронов маркиза д'Юкселя во второй; 8 эскадронов герцога де Шона в третьей; 3 эскадрона жандармов и 6 орудий в резерве

Всего около 19 батальонов, 85 эскадронов и 18 орудий.
Кроме этого, в трех различных пунктах были намечены ложные атаки:
- Маркиз де Траси отделился от Тюренна с двумя батальонами и тремя эскадронами, чтобы атаковать квартиры Конде у Борена
- Лагийотьер с двумя батальонами, шестью эскадронами, двумя ротами драгун и двумя орудиями из состава корпуса Лаферте атаковал квартиры Фуэнсальданьи
- Сен-Жан с четырьмя эскадронами отделился от Окенкура для проведения диверсии в лотарингском лагере[50]

Для увеличения видимого фронта ложных атак Тюренн предписал части пехотинцев нести длинные веревки с зажженными фитилями, что в ночи должно было производить впечатление приготовившейся к бою пехоты.
В общей сложности во французской атаке участвовали около 23 батальонов, 100 эскадронов и 20 орудий, всего 28 000 человек (17 000 пехоты и 11 100 кавалерии), из которых 4000 офицеров.
Силы союзников несколько превосходили числом французские (они понесли ощутимые потери в ходе осады, но в самом ее начале получили подкрепления). Их лагерь был прикрыт одиночным рвом в 8—9 шагов шириной и 5—6 глубиной, затем располагались волчьи ямы и одиночные колья. Собственно линия как таковая состояла из второго рва, меньшего, чем первый, за которым находился парапет в два туаза (4 метра) высотой и 8—9 шагов шириной. Некоторые точки были усилены прочными окопами полного профиля. Такие опорные пункты должны были сильно затруднить действие кавалерии противника, «доминирующей армии», по терминологии того времени.
Из-за своей пассивности штатгальтер был вынужден принять бой на части линии, наиболее удобной для противника, что при общей протяженности линий в 6 лье (24 километра) и наличия рядом готового к бою аррасского гарнизона ставило обороняющихся в невыгодное положение.
Атаке французов содействовал ряд обстоятельств, в том числе ночная вылазка гарнизона, напавшего на позиции Конде, и то, что части корпуса де Солиса, участок которого был намечен для штурма, в ту ночь были отправлены охранять траншеи, оставив всего 300 человек пехоты на 3 000 шагов ретраншемента.

## Штурм осадного лагеря

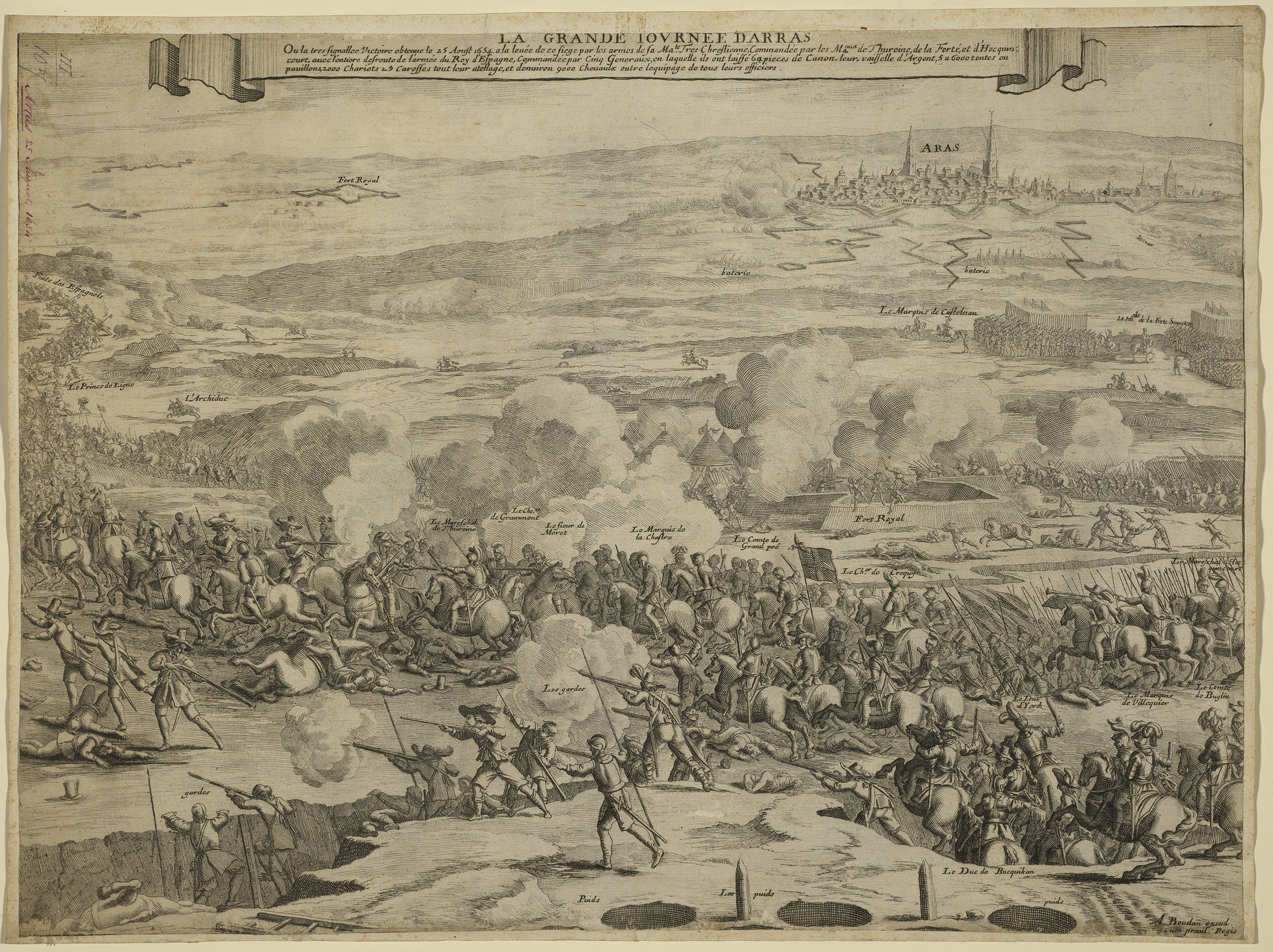
Александр Будан. Великий день Арраса. 1654

К часу ночи войска подошли к линиям на расстояние полулье (2 километра) и завершили развертывание. Только Окенкур «не подавал признаков жизни». Наконец он сообщил, что по вине проводников его войска сбились с пути (который составлял всего два-три километра) и просил его подождать, но Тюренн считал, что нельзя терять время.
Три пушечных выстрела стали сигналом к началу штурма. Мушкетеры, несшие инструменты, крючья и лестницы, быстро форсировали первый ров под оживленным, но беспорядочным огнем неприятеля, но перед самой линией пехота, не подгоняемая сзади кавалерией, заколебалась. «Никогда они не показывали такого испуга, как в этом случае», — пишет герцог Йоркский. На левом крыле, где он находился, пронесся слух, что Тюренн убит и правое крыло разгромлено. Части уже были готовы податься назад, и герцог приказал для воодушевления играть всем цимбалистам и трубачам. «Родные звуки» привели пехоту в чувство, но заодно привлекли внимание противника, обстрелявшего эскадроны Йорка.
Наконец несколько человек начали эскаладу парапета. Капитан Физика (Fisica) из полка Тюренна водрузил на него свой ротный вымпел, после чего атакующие овладели этим участком линии. «Пропащие ребята» (Enfants perdus) из того же полка под командованием капитана Бельфона захватили заграждение из двух перевернутых повозок и открыли проход кавалерии. Тюренн приказал войти в лагерь части кавалерии левого крыла — двум эскадронам Экленвилье. Много правее полки Пикардийский и Ла-Фёйяда проделали проход, через который вошли кавалерийские полки Жевра, Лавилетта и Клерамбо. Тюренн строго приказал кавалерии продвигаться под прикрытием пехоты, которая должна была стоять на захваченном валу, но пехотинцы по своему обыкновению бросились грабить вражеские палатки, а конница погналась за испанскими солдатами, убегавшими к лотарингскому лагерю.
В центре и на правом фланге положение было не столь блестящим. Лаферте наткнулся на сильное сопротивление и не смог форсировать линию; подошедшие части Гарсиеса и штатгальтера отвоевали проход, открытый Экленвилье, и отбросили вошедший через него эскадрон. Герцог Йоркский был вынужден отклониться вправо, чтобы поддержать четыре уже вошедших эскадрона. Полк Ла-Фёйяда начал стрельбу по соседним баракам, что дало время атакующим частично восстановить порядок. Повсюду продолжались беспорядочные стычки. Герцог Йоркский с эскадроном из корпуса Тюренна проник за линии и направился к лотарингскому лагерю, перед которым наткнулся на четыре или пять готовых к бою эскадронов противника. Атаковать их он не рискнул, некоторые его всадники проникли в лотарингские палатки, и когда оттуда послышался звон серебра, остальные солдаты мгновенно оставили герцога почти одного. Тем временем в эту часть лагеря вошел Окенкур, и эскадроны противника в беспорядке бросились бежать, а герцог вернулся к Тюренну.
Часть батальонов Ла-Ферте добралась до второго рва, перед которым остановилась. Наконец левое крыло Тюренна проникло за линию, затем это сделали части, стоявшие справа от Лаферте. Наступил рассвет. Маршал собрал десять-двенадцать эскадронов, как своих, так и Тюренна, и направился к квартирам Фуэнсальданьи. Один сильно потрепанный батальон оставили у ретраншемента.

## Контратака принца Конде
В это время из южной, заречной части лагеря начали прибывать испанские подкрепления. Конде провел вечер в траншее и около полуночи вернулся к себе, когда посланный Фуэнсальданьей барон де Лобеспин сообщил о скоплении войск противника на севере, откуда следовало ожидать атаки. Командиру лотарингцев графу де Линьивилю барон передал приказ наблюдать за действиями Окенкура, не выходя из линий, и не оказывать помощи северным частям. Конде приказал шести эскадронам, отряженным на ночь в пикеты, идти к угрожаемым пунктам, а сам поднял по тревоге остальной корпус.
По пути к нему присоединились штатгальтер, принц де Линь и герцог Вюртембергский, вместе собравшие около 1200 всадников. С севера быстро отступала кавалерия де Солиса числом около 1500 человек. Выскочивший им наперерез со шпагой в руке Конде приказал остановиться и разворачиваться против врага, но командир всадников твердил, что все потеряно и, отсалютовав саблей, продолжил бегство. Переправа через Скарп была заполнена массой людей и повозок, тем не менее Конде с 1500 всадниками пересек реку и на рассвете наткнулся на неприятельскую колонну, посланную Тюренном на помощь штурмующим. Опрокинув пехоту и кавалерию, принц гнался за ними, пока не добрался до батальонов Лаферте, стоявших спиной к ретраншементу. Позади них рабочие срыли парапет, и через освободившийся проход двигались эскадроны шеволежеров, строившиеся шеренгами позади пехоты. Там же находился сам Лаферте. «Он не дождется, пока его 4 000 конных соединятся, чтобы атаковать эскадроны Конде. Он отдает себе в этом отчет, ибо знает своего противника; он уже видел его таким, как сейчас, храбрым, но надменным и безрассудным, в тумане под Рокруа». Французов и испанцев разделяла довольно глубокая канава, шедшая от Сен-Катрин к Рокленкуру, и Лаферте надо было через нее перебраться, чтобы атаковать принца. Конде только этого и ждал, и когда строй противника сломался при переправе, обрушился на него с такой яростью, что превосходившая числом кавалерия Лаферте откатилась в полном беспорядке.
Эта неудача могла стоить дорого и привести к поражению французов, армия которых уже предалась грабежу в захваченной части лагеря, а в этом случае остаткам разбитых частей осталось бы только укрыться в городе без особой надежды избежать капитуляции. Но кавалерийская атака Тюренна не была поддержана его пехотой, не поспевшей к месту сражения, тогда как Тюренн поспешил собрать все, что можно, для противодействия испанцам. Так как поначалу у него было под рукой всего два эскадрона и несколько батальонов, он выстроил пехоту в три шеренги глубиной вместо положенных шести, а кавалерию в одну шеренгу вместо двух и это позволило увеличить протяженность фронта. Несколько кстати прибывших орудий составили батарею на мельнице Сен-Катрин.
Затем прибыли подкрепления. Мондежё, собрав все, что оставалось от кавалерии, вышел из города, без труда прошел испанским лагерем и присоединился к Тюренну, а на левом крыле занял позицию герцог Йоркский. Несмотря на их подход, Тюренн не двигался с места, наблюдая за действиями противника, остававшегося по другую сторону канавы. Герцог Йоркский не скрывал своего удивления, и маршал ответил: «Месье де Лаферте выбыл; наш успех обеспечен; надо ли из пустого тщеславия отдавать победу тому, который там?» По манере атаки он догадался, что против него находился принц Конде.
Со своей стороны принц, видя, что союзники бросают его и бегут, надеялся замедлить продвижение французских войск, чтобы дать возможность спастись ядру испанской армии. Штатгальтер, появившийся в момент разгрома конницы Лаферте, воскликнул: «Va bene! Va bene!» — «No, va male! Va male!» — откликнулся принц, после чего посоветовал Леопольду Вильгельму собрать остатки войск и ретироваться в Дуэ.

## Отступление союзников
Французские грабители уже орудовали к югу от Скарпа, наплавные мосты были разрушены, а переправы загромождены людьми и повозками, но штатгальтер смог покинуть линии со своей гвардией, генералами и почти всей испанской пехотой, и беспрепятственно отступить в Дуэ.
Конде, оставшийся на поле сражения с конницей (своей, Линя и Вюртемберга), двинулся к своим квартирам на юг, где стояли части, собранные Маршеном. По пути он собрал многочисленную пехоту, оставленную в траншеях, и присоединил к своим войскам. Поскольку дорога от Скарпа к Дуэ уже была занята противником, принц двинул части на Камбре, приказав войскам идти в боевом порядке, не нарушая построения. У Нёвиль-Витаса была небольшая стычка с отрядом Траси, выполнявшим диверсионное задание, после чего войска вышли на Камбрейскую дорогу. Плутая по зарослям и болотам по берегам Агаша, между Маркьоном и Арлё, он около полудня наткнулся на конную засаду, оказавшуюся лотарингским отрядом.
В четыре часа дня Конде прибыл под стены Камбре. Он не вошел в город, оставшись ночевать в карете в армейском лагере, а на следующий день, 26 августа, прибыл в Бушен, где находились войска Леопольда Вильгельма и где его торжественно славили как спасителя испанских солдат и офицеров.
В самом начале отступления испанцев кавалерия Тюренна преследовала конницу графа де Бриоля, оставленную штатгальтером для обеспечения обратной переправы Конде через Скарп; сам Бриоль был ранен и взят в плен, но затем королевские войска рассыпались по лагерю для грабежа и преследовать части, уходившие на юг, было некому.
Маршал Окенкур, форсировавший линии так кстати для герцога Йоркского, уже не встретил больших затруднений и после переправы через Скарп послал часть своей кавалерии против лотарингского лагеря, а остальные силы прошли через город и направились к лагерю штатгальтера. Серьезное сопротивление маршал встретил только на переправе через Креншон, где несколько эскадронов Конде дали бой, прежде чем отступить.
Из трех ложных атак две, Сен-Жана и Лагийотьера, дали результат, сумев отвлечь внимание противника. Атака Траси вблизи лагеря Конде осталась почти не замеченной на фоне общего французского наступления, а его попытка атаковать отступавшие части принца была легко отбита.
Союзные войска, за исключением корпуса Конде, отступили в полном расстройстве. Большая их часть, в том числе и сам принц, отходила мимо французского обоза, оставленного в лагере Монши на попечении раненых и больных, но испанцы были настолько обескуражены, что не осмелились на него напасть. Сам Конде позднее называл отступление из-под Арраса самой блестящей из своих акций, и получил за нее благодарность от испанского короля.
Тюренн считал, что победа была добыта малой кровью, со стороны французов потери составляли 300—400 солдат и несколько офицеров убитыми и ранеными. Потери союзников были много серьезнее: от двух до трех тысяч убитыми, ранеными и пленными, 63 орудия (вся их артиллерия), 8—9 тысяч лошадей, 2000 повозок и множество всякого снаряжения. В общей сложности союзники потеряли 9000 человек. Потери гарнизона составляли около двух тысяч.

## Последствия
Победа Тюренна под Аррасом вынудила Кромвеля, готовившегося вступить в войну на стороне Испании, сохранять нейтралитет. Король Испании признал пороки командования своей армии и превосходство Конде, которому передал руководство войсками до окончания кампании.
Победа под Аррасом была крупным успехом Тюренна, хотя его действия были весьма рискованными. Ничто не мешало испанцам атаковать его лагерь в Монши до прибытия французских подкреплений, и полковник Пала считает вероятной причиной бездействия боязнь потерять результаты своих осадных работ, которые непременно были бы атакованы осажденными.
Сражение подтвердило правоту излюбленной максимы Тюренна Меньше осад, больше боев, и в то же время продемонстрировало опасность ночных атак. Задержка Окенкура поставила в тяжелое положение Лаферте, и если бы на месте Солиса оборонялся Конде, успех штурма был бы под сомнением.
Сам Тюренн пишет, что «стремился не нападать с различных сторон, так как на это ушло бы много времени и с наступлением ночи трудно было бы определить, какие колонны отбиты, а какие прорвались. С другой стороны, противник днем держал все свои войска вместе, тогда как ночью он не осмеливался оголять свои укрепления. Кроме того, большая трудность заключалась в том, что при ночных движениях легко заблудиться, и поэтому нужно было поместить свои лагеря как можно ближе к линиям противника, чтобы не совершить этой оплошности».

В этой поистине блестящей операции Тюренн не только снял осаду с Арраса, но и разбил вдвое превосходящие силы противника. Искусными демонстрациями он сумел отвлечь внимание Конде от направления своего предполагаемого удара, и провел атаку ночью с такой быстротой, что Конде сделался свидетелем разгрома испанской армии, не имея времени помочь ей. Главное в этой операции — выигрыш 2—3 часов времени. Тюренн с силами, почти равными половине испанской армии, сумел разбить эрцгерцога раньше, чем подошли части Конде. Необходимо отметить следующее: во-первых, ему удалось прорвать контрвалационную линию противника, на что редко отваживались лучшие полководцы того времени, и, во-вторых, провести операцию ночью, что при тогдашней организации армии было возможно только при большом авторитете и искусстве главнокомандующего.— Рутченко А., Тубянский М. Тюренн. — М., 1939. — С. 69—70
Вскоре после сражения король, королева-мать и кардинал отправились из Перонны, чтобы провести несколько часов в Аррасе, где их принимали Тюренн и Мондежё. Последнего Людовик обещал сделать маршалом Франции. Одному из своих инженеров, месье де Больё, он приказал изготовить полный план осады. Затем король с эскортом из 2000 всадников под командованием герцога Йоркского через Перонну и Бапом вернулся в Париж. Мазарини позаботился о том, чтобы развязать руки Тюренну, и забрал с собой в столицу Лаферте и Окенкура, оставив маршалу почти все их войска.
В честь победы под Аррасом была отчеканена памятная медаль, на аверсе которой была изображена голова юного Людовика XIV, повернутая вправо, с круговой легендой LUDOVICUS XIIII REX CHRISTIANISS. и именем медальера внизу: I. MAUGER. F.
На реверсе была изображена богиня Виктория, держащая в одной руке стенной венок (corona muralis), в другой осадный венок (corona obsidionalis), круговой легендой: PERRUPTO HISPANORUM VALLO CASTRIS DIREPTIS. (Испанцы, взяты силой в их стенах, их лагерь разграблен), легендой внизу: ATREBATUM LIBERATUM / XXV. AUGUSTI M.DC.LIV. (Аррас, освобожденный 25 августа 1654) и инициалами медальера: I.B.

## Окончание кампании
Мондежё приказал засыпать испанские траншеи и начал восстановление сильно пострадавших городских укреплений, а Тюренн двинулся к Шельде и 31 августа занял сильную позицию у Соши-Коши, на полпути между Дуэ и Камбре. 3 сентября он продолжил марш и переправился через реку у Тён-Сен-Мартена. 5-го армия подошла к Керенену, между Солемом и Валансьеном. Там Тюренн узнал, что испанцы срыли укрепления Ле-Кенуа, вероятно, готовясь его эвакуировать, и 7-го захватил эту крепость. Принц Конде находился в Валансьене с лотарингцами и частью своей кавалерии.
Маршал занялся восстановлением укреплений Ле-Кенуа, так как из этого пункта можно было перерезать сообщения между Дуэ и Камбре, и он мог послужить базой для операций в Эно. Сам он с основными силами подошел к Баве, бургу между Валансьеном и Мобёжем, некогда имевшему стратегическое значение в качестве места схождения римских дорог на Реймс, Сен-Кантен и Амьен, известных как шоссе Брюнео. Оттуда 11 сентября армия передвинулась к Беншу, уже в Эно, между Монсом и Шарлеруа. В этом городе не было регулярных войск, Тюренн приказал его разрушить и оставался в этом районе до 22-го. По словам герцога Йоркского, маршал имел намерение «съесть страну», то есть опустошить эту область, и его войска занимались ее разграблением.
Конде и испанские генералы в конце августа — начале сентября занимались наведением порядка в войсках, сосредоточив их в долине Шельды между Бушеном, Валансьеном и Конде. Наступление Тюренна вынудило их перебросить части к Сен-Гилену и Монсу, где Конде собирал все, что сохранило боеспособность, включая лотарингцев, командование которыми принял барон дю Шатле, гарнизоны крепостей по Лису во главе с графом де Друэ и даже местное ополчение.
Сосредоточение испанских войск не позволило французам продвинуться в Брабант, и Тюренн, опасавшийся, по словам герцога Йоркского, сделать неверный шаг, имея рядом Конде, начал отступление к Мобёжу. Прибыв 23-го в Баве, маршал приказал его разрушить, и 28-го, оставив в Ле-Кенуа 4 000 человек гарнизона, двинулся к Като-Камбрези, в районе которого проводил мелкие военные операции, разрушая крепости в направлении на Рокруа. Конде, узнав об отступлении французов, перешел Шельду и встал у Ла-Селя, между Валансьеном и Камбре.
Положение испанцев после проигранной кампании было сложным, сам принц почти утратил надежду возобновить Фронду, поскольку большинство его сторонников пошли на примирение с королевским двором. Со своей стороны Тюренн считал наличные силы недостаточными для крупных предприятий, тем более что сезон военных действий заканчивался, и 15 октября прибыл в Гюиз, где предложил Людовику XIV и Мазарини завершить кампанию осадой Клермон-ан-Аргонна. Кардинал его план одобрил, так как Клермон входил в число городов, переданных королем Конде за его прошлые заслуги, и его соседство с шампанскими землями и оккупированной Лотарингией было неприятно.
Осаду поручили Лаферте, прибывшему на место 25 октября. Король и кардинал участвовали в приготовлениях к осаде и вернулись в Париж 24-го. Клермонский гарнизон во главе с графом де Фурилем не оказал сильного сопротивления. Французы открыли траншею 5 ноября, а 22-го крепость капитулировала.
Французские и испанские гарнизоны на линии соприкосновения обменивались набегами, и жители Валансьена, обеспокоенные вводом неприятельских войск в Ле-Кенуа, предложили за хорошие деньги купить безопасность для своих пригородных домов и садов. Французский губернатор, против обычаев того времени, отказал, и горожанам пришлось смириться и самим срыть свои сады и постройки, а французы в конце октября выслали к Валансьену конный полк, чтобы их поторопить.
Тюренн оставался в Камбрези до дня Всех святых, после чего французские войска встали на зимние квартиры, как и союзники. Между гарнизонами время от времени происходили стычки, самой крупной из которых было нападение губернатора Ла-Басе графа де Брольи на Ланс, отраженное в ночь с 31 декабря на 1 января.

## Комментарии
1. ↑  Оценки численности колеблются от 23 до 45 тысяч. Автор «Жизнеописания Шуленберга», хранящегося в Аррасской библиотеке, приводит число в 35 тысяч, в том числе 14 тысяч кавалерии и 8 тысяч пионеров (крестьян, вооруженных ружьями и реквизированных в Лилльской шателении (Palat, p. 16). Бюиссар дает цифру в 40—45 тысяч, в том числе 16—18 тысяч пехоты, 12—14 тысяч кавалерии, 7—8 тысяч вооруженных ружьями пионеров и 3—4 тысячи артиллеристов (Buissart, p. 9). Герцог Омальский пишет о 28 тысячах пехоты и 12 тысячах кавалерии
2. ↑  Бюиссар пишет, что его части с такой настойчивостью атаковали ночью позиции принца де Линя, что могли бы войти в город, если бы в темноте не сбились с дороги. В результате только одна сотня, несколько офицеров и сам полковник сумели добраться до Меоланских ворот (Buissart, pp. 10—11)
3. ↑  Бюиссар пишет, что через расположение лотарингцев в город удалось ввести 350 всадников, два других эскадрона были разбиты, потеряв много людей убитыми и 120 пленными, в том числе капитана Вердерона и полковников Сансера и Бовилье (Buissart, p. 11)
4. ↑  После того, как французам удалось, в общей сложности, ввести в город 800 всадников, Фуэнсальданья предложил или более энергично действовать, или заняться осадой Ла-Басе, но Конде отговорил Леопольда Вильгельма (Buissart, pp. 11—12)
5. ↑  Мазарини с королевским двором наблюдал за осадой Стене; известие об осаде Арраса было им получено 6 июля (Palat, p. 22).
6. ↑  Тюренн это описывает несколько иначе. По его словам, в рекогносцировке участвовали герцог Йоркский и Жуайёз, а их отступление прикрывал Кастельно. Жуайёз получил пулевое ранение в руку, поначалу казавшееся неопасным, но затем герцога перевезли в Париж и он умер через шесть недель (27 сентября, согласно Пинару; Turenne, 12—13)
7. ↑  Леопольд Вильгельм не владел французским, а Конде плохо говорил по-немецки, поэтому они общались на итальянском языке